# Themistoklés
Themistoklés (524 př. n. l. – 459 př. n. l. v Magnésii) byl vůdcem Athén v době řecko-perských válek, který prosadil vybudování námořnictva na obranu před perskou hrozbou. V duchu této politiky se mu podařilo přesvědčit Athéňany k vynaložení přebytků z těžby laurijských stříbrných dolů k výstavbě nových lodí. Výsledkem toho bylo rozšíření athénské flotily ze 70 na 200 lodí.

## Život
Themistoklés byl synem Neokla, nepříliš významného athénského občana zastávajícího umírněné postoje. Jeho matka pocházela z Kárie nebo Thrákie. Podle Thúkýdida, sice Themistoklés postrádal řádné vzdělání, přesto však prokazoval podivuhodné analytické schopnosti dokonce i v situacích, jež si žádaly rychlá rozhodnutí. Plútarchos připomínal Themistoklovu nezměrnou touhu po moci a ochotu využít jakéhokoli prostředku k dosažení osobní a národní proslulosti. V tomto směru je dobře patrný především vzájemný rozdíl mezi ním a jeho 'spravedlivým' soupeřem Aristeidem. O jeho mládí toho není mnoho známo, ale hodně autorů se zmiňuje o tom, že v dětství s ním bylo zacházeno velmi hanebně a jeho otec se k němu dokonce odmítal hlásit jako k svému synovi. V hodnosti stratéga se v roce 490 př. n. l. zúčastnil bitvy u Marathónu. Říká se, že prý velmi žárlil na Miltiadův úspěch, přičemž měl prý neustále opakovat: „Miltiadovo vítězství mi nedává spát.“
Miltiadova smrt uvolnila prostor k politickému vzestupu Aristeida a Themistokla. Jejich soupeření skončilo teprve v roce 483 nebo 482 př. n. l. ostrakizací Aristeida, což bylo z velké části důsledkem skutečnosti, že Aristeidés odporoval Themistoklově politice námořní expanze. Ta se nakonec ukázala být klíčovou pro další existenci athénské a vlastně i řecké nezávislosti. Athény čelily v těchto letech námořní moci Aigíny, zatímco na obzoru se již rýsovalo nebezpečí nové perské invaze. Themistoklés proto přiměl své spoluobčany, aby nechali vybudovat 200 triér z peněz z nově objeveného bohatého ložiska stříbra v Lauriu, a aby dokončili práce na opevnění přístavu Pireus na místo dosud používaného otevřeného kotviště ve Faléru.
Themistoklés měl prý v letech 483 až 482 př. n. l. (tedy v době, kdy byl spuštěn program výstavby námořnictva) zastávat úřad archonta. Dionýsios z Halikarnassu však datuje jeho archontát o deset let dříve, což se jeví jako pravděpodobnější, neboť v roce 487 př. n. l. ztratila tato funkce mnoho ze své důležitosti kvůli zavedení volby losem. Šance, že v oné uváděné době padl los právě na Themistokla, je tudíž nepatrná. Každopádně, krátce před zahájením Xerxovy invaze byl Themistoklés zřejmě nejvlivnějším politikem Athén a možná i celého Řecka. Ačkoliv řecké flotile formálně velel Sparťan Eurybiadés, ve skutečnosti to ale byl Themistoklés, kdo vedl Helény v nerozhodné bitvě u mysu Artemísion. Velení v bitvě u Salamíny (480 př. n. l.) si vynutil hrozbou, že jinak odvede Athéňany na západ, kde si najdou nový domov. Následně zdánlivě zrádnou zprávou určenou Xerxovi vylákal perské loďstvo do úzkého průlivu mezi ostrovem Salamínou a pevninou a tam ho poté zničil.
Athéňané se nyní mohli pustit do obnovy svého vypáleného města. Sparťané, kteří se obávali athénského vzestupu, proti tomu protestovali a nadále prosazovali svůj původní plán ústupu na Isthmos, kde by mohli útočníky odrazit. Themistoklés ale získal diplomatickými vytáčkami a zdržováním dost času k dokončení opevňovacích prací tak, aby hradby byly udržitelné. Rovněž uskutečnil svůj originální záměr přestavby Pireu ve skutečný přístav a pevnost Athén. Athény se díky tomu staly nejskvělejším obchodním centrem v Řecku, což ve svém důsledku, společně s Themistoklovým odpuštěním daní metoikům (cizincům), přimělo mnoho zahraničních obchodníků k usídlení v Athénách.

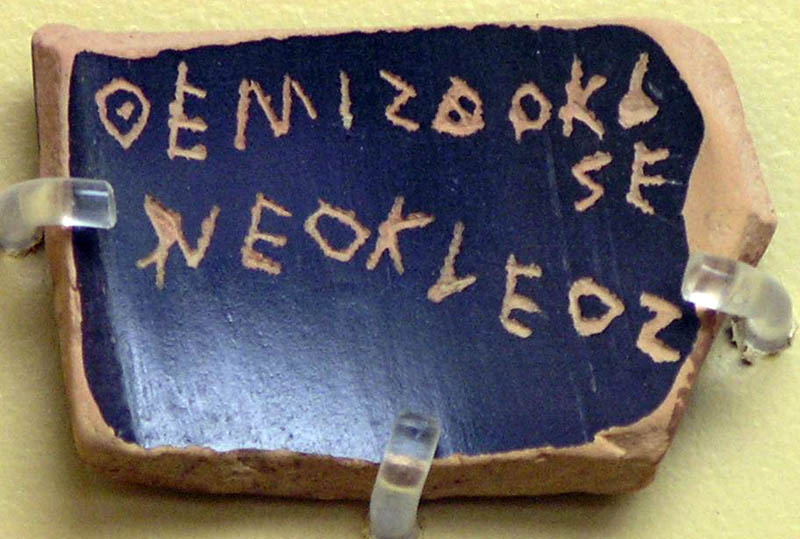
Ostrakon s vyrytým Themistoklovým jménem

Po odvrácení nebezpečí perské invaze byly spory mezi Themistoklem a Aristeidem, jenž vedl athénské hoplíty v bitvě u Platají v roce 479 př. n. l., alespoň zdánlivě urovnány. Themistoklés však brzy po vítězství začal ztrácet důvěru athénských občanů, částečně kvůli své aroganci (říká se, že si dal u svého vlastního domu postavit svatyni Artemidy Aristobulé [„dobré rádkyně“]) a také kvůli obviněním z přijetí úplatků. Diodóros Sicilský a Plútarchos se v této souvislosti zmiňují o žalobách vznesených proti němu. Někdy mezi léty 476 a 471 př. n. l. byl Themistoklés ostrakizován. Nejprve se uchýlil do Argu, avšak Sparťané ho obvinili ze zrádného spolčení s Peršany, načež uprchl na Kerkýru a odtud ke králi Molossů, Admetovi. Nakonec odešel do Malé Asie ovládané Peršany. Poté byl v Athénách prohlášen zrádcem a jeho majetek byl zkonfiskován. Jeho přátelům se z něho podařilo zachránit jen menší část.
Artaxerxés I., Xerxův nástupce, nabídl Themistoklovi, vítězi bitvy u Salamíny, azyl. Themistoklés, vyhnaný z Řecka, byl Peršany vřele přijat a bylo mu povoleno usadit se ve městě Magnésia nad Maiandrem. Peršané ho zde a v několika dalších obcích (Myos a Lampsakos) ustavili vládcem a důchody těchto měst (50 talentů ročně) mu byly dány zcela k dispozici. V Magnésii strávil Themistoklés poslední roky svého života a ve věku šedesáti pěti let zde nakonec zřejmě v důsledku nemoci zemřel, ačkoliv Thúkydidés tvrdí, že možná požil jed, neboť prý nedokázal splnit slib, který dal perskému králi. Jeho kosti byly zřejmě tajně přepraveny do Attiky. Obyvatelé Magnésie ho uctívali jako boha, jak lze alespoň soudit podle nalezených mincí, na nichž je vyobrazován s paterou v ruce a se zabitým býkem ležícím u jeho nohou (odtud tedy asi pochází legenda, že zemřel po vypití býčí krve).
I přes svůj nedůstojný konec a fakt, že stěží mohl nabýt tak ohromné jmění, pokud by čestně vykonával veřejné úřady, jež zastával, není nejmenších pochyb o jeho nesporné zásluze na zachování svobody Athén a Řecka. Themistoklés vybudoval athénskou flotilu, čímž položil základní kámen ke vzniku délského námořního spolku, který se později proměnil ve skutečnou athénskou říši.